# Alpha Oumar Konaré
Alpha Oumar Konaré (* 2. února 1946, Kayes, Francouzský Súdán) byl třetím prezidentem Mali a v současné době je prezidentem Komise Africké unie (Africké komise).
Konaré byl synem učitele. V rámci rozvojové pomoci získal stipendium na studium historie na Varšavské univerzitě v Polsku. Disertaci na téma dějiny zemědělství v oblasti horního Nigeru obhájil v roce 1975 a získal titul doktora historie. Po návratu do vlasti vyučoval historii a stal se vedoucím oddělení historického a etnografického dědictví na ministerstvu kultury.
Roku 1979 byl jmenován do vlády prezidenta Traorého jako ministr mládeže, umění a kultury, avšak po roce svoji funkci po rozepřích s prezidentem opustil a navrátil se k akademické práci.
Konaré se stal pevným zastáncem demokracie. Když v roce 1990 sílily protesty proti režimu Moussy Traorého, založil Alliance pour la Démocratie au Mali – ADEMA (Aliance za demokracii v Mali).
Vojenská diktatura padla v březnu roku 1991 poté, kdy začaly být protivládní demonstrace potlačovány silou a zahynulo několik set lidí. Krveprolití zastavil dalším krveprolitím vojenský převrat, při kterém bylo zabito několik desítek osob a který vedl Amadou Toumani Touré. Byla zrušena ústava, rozpuštěna vláda a zakázána vládní strana. Na rozdíl od předchozího vojenského převratu tentokrát armáda vyplnila své prohlášení, že nemá v úmyslu zůstat u moci.
Začátkem roku 1992 šli občané Mali celkem šestkrát k volebním urnám. Jako nejsilnější strana vzešla z voleb ADEMA a prezidentem se stal Alpha Oumar Konaré. V dalším období došlo k řadě rekonstrukcí vlády a obměnám vládní koalice a byla odhalena spiknutí za účelem odstranění Konarého.
Konaré byl s jasnou převahou znovu zvolen roku 1997, v rušných ale dle mezinárodních pozorovatelů spravedlivých volbách. Volby roku 2002, kdy již Konaré nemohl dle ústavy kandidovat, proběhly v mnohem klidnějším duchu a prezidentem se stal Touré. Konaré, který měl, jak už to někdy bývá, více příznivců v zahraničí než doma, vyměnil malijskou politiku za politiku celoafrickou – v srpnu 2003 zaujal předsednické křeslo v Komisi Africké unie. Malijci jsou na svého exprezidenta v nové významné funkci náležitě hrdí i přesto, že mnozí z nich již byli unaveni Konarého dlouhým prezidentstvím a často manipulativním způsobem vlády a uvítali jeho odchod z prezidentské funkce.
V září 2021 byla Alpha Oumar Konaré naléhavě hospitalizována v Maroku v nemocnici Cheikh Zaid v Rabatu.

## Vyznamenání
- velkokříž Řádu dobré naděje – Jihoafrická republika, 1996[1]
- velkokříž s řetězem Řádu prince Jindřicha – Portugalsko, 27. února 2002[2]
- Řád José Martího – Kuba[3]